# ريدج ريسر في
ريدج ريسر في (بالإنجليزية: Ridge Racer V)، هي لعبة فيديو يابانية، من تطوير ونشر شركة نامكو، صدرت اللعبة في الأسواق سنة 2000، وتعمل على منصتي آركيد وبلاي ستيشن 2، وهي الجزء الثامن من السلسلة الرئيسية للعبة ريج ريسر.